# Клименко Михайло Данилович
Миха́йло Дани́лович Климе́нко (6 листопада 1926, у Левкові Житомирського району — 5 лютого 1998) — український поет-лірик, сонетяр, також журналіст. Літературний редактор газети «Радянська Житомирщина», член Спілки письменників СРСР. Одним із першим в українській літературі став використовувати жанр хокку. Батько живописця Петра, поетеси Наталії та майстра художнього оброблення дерева Віталія Клименків.

## Біографія
Народився 6 листопада 1926 року в селі Левкові Житомирського району в сім'ї землевласників. Був найстаршим, мав четверо братів та дві сестри. Закінчив 7 класів Левківської школи. 1944 мобілізований до сталінської армії в Казань, але на щастя, не вбивши нікого, повернувся додому.
1949 з відзнакою закінчив Крошнянський сільськогосподарський технікум (нині — Житомирський агротехнічний коледж). З невеликими перервами працював на посаді агронома-садівника у Левкові.
У 1957 році став членом Спілки письменників СРСР.
У 1957—1959 рр. навчався на Вищих літературних курсах при Літературному інституті імені Максима Горького в Москві.
З квітня 1963 року працював літературним редактором газети «Радянська Житомирщина».
Був одним із засновників Житомирської обласної письменницької організації Спілки письменників України, багатолітнім керівником поетичної студії.
Помер 5 лютого 1998 року. Похований в селі Левкові на сільському цвинтарі.

## Творчість
З 1946 Михайло Клименко регулярно друкував вірші в комуністичній пресі. У них лише аполітичні речі — краса природи Полісся, радість життя і творчої праці.
Є автором поетичних книг: «Сині очі весни», «Далі голубині», «Людям радію», «Зажнив'я», «Поезії», «Розвидень», «Алмазна грань», «Чорнозем», «Глибока струна», «Поезії. Вибране», «Зелене прозріння», «Призначаю побачення рястові», «Обрії кличуть». Багато з них стали добре відомі широкому читацькому загалу. Остання збірка «Сад мого життя» вийшла вже після смерті поета.
Переважна більшість поезій написана білим віршем і верлібром, але два його сонети вміщені в авторитетну збірку «Український сонет». За вчителів мав таких класиків як Леся Українка, Іван Франко, Пабло Неруда, Назим Хікмет Уолт Уїтмен, Гарсія Лорка. Одним із першим в українській літературі став використовувати жанр хокку.
У творчості він наближався до герметизму. Соціальне життя в Україні та власний досвід дитинства вплинули на світовідчуття поета. Зазнав впливу Максима Рильського: захоплювався його самовимогливістю і цінував художньо добірне слово в поезії. Дружив з Дмитром Павличком.
Фактично був предтечею Тихої лірики та т. зв. Київської школи.
На сторінках газети виступав з нарисами, статтями, в яких прославляв працю сучасників.

## Нагороди
1970 — лауреат обласної премії імені Миколи Шпака (за активну роботу з художньо-естетичного виховання молоді та за високий професіоналізм).
1995 — лауреат Всеукраїнської премії імені Івана Огієнка (за збірки віршів «Сині очі весни» та "Призначаю побачення рястові).

## Вшанування пам'яті
У 2002 році письменник Валентин Грабовський на базі видавництва «Полісся» створив обласну літературно-мистецьку студію імені Михайла Клименка в м. Житомир.
У 2011 році було започатковано премію Михайла Клименка у двох номінаціях: відомі письменники та молоді автори.
У Левкові Житомирської області відкрито меморіальну дошку поету.
Вірші, присвячені Михайлу Клименку
- Головецький В. М. Пам'яті Михайла Клименка / В. М. Головецький // Письменники Житомирщини. Кн. 1 / [авт.-упоряд. М. Пасічник, П. Білоус, Л. Монастирецький]. — Житомир: Пасічник М. П., 2010. — С. 23-24. — ISBN 978-966-2936-48-3.
- Грабовський В. Вірші на розвітання з Михайлом Клименком / Валентин Грабовський // Кожному мила своя сторона. Ч. 2 : краєзнавчі нариси / упоряд. : Л. І. Бондарчук, Л. С. Демченко. — Київ: Аверс, 1998. — С. 140—142. — ISBN 966-95423-3-2.
- Остапенко Б. В. Стежка в хаті: пам'яті Михайла Клименка / Б. В. Остапенко // Письменники Житомирщини. Кн. 1 / [авт.-упоряд. М. Пасічник, П. Білоус, Л. Монастирецький]. — Житомир: Пасічник М. П., 2010. — С. 115—116. — ISBN 978-966-2936-48-3.
- Сич (Русич) М. С. Михайлу Клименкові: [вірш] / М. С. Сич (Русич) // Письменники Житомирщини. Кн. 1 / [авт.-упоряд. М. Пасічник, П. Білоус, Л. Монастирецький]. — Житомир: Пасічник М. П., 2010. — С. 205. — ISBN 978-966-2936-48-3.

## Рекомендована література
- Білоус П. В. Поет Михайло Клименко: портрет на тлі XX віку / П. В. Білоус // Актуальні проблеми історії і літератури Волині та Київщини: зб. наук. пр. : у 2 ч. / [редкол. В. А. Баженов та ін.]. — Житомир: Волинь, 1999. — Ч. 1. — С. 202—209. — ISBN 966-7390-42-X.
- Володіна М. З яблуневої рідні: вечір пам'яті Михайла Клименка / Маргарита Володіна // Орієнтир 6+1. — 2005. — 10 лют.
- Горай І. Голос «вічного саду» / Ігор Горай // Житомирщина. — 2002. — 12 лют. — С. 5.
- Грабовський В. «Пливи, вілечко, за водою…» / Валентин Грабовський // Грабовський В. Творення легенди: краєзн. нотатки / Валентин Грабовський. — Вид. 2-е, випр. і допов. — Житомир: Полісся, 2008. — С. 97-100. — ISBN 978-966-655-357-0.
- Грабовський В. Знав, де взимку цвітуть проліски… : (спогади про Михайла Клименка) / Валентин Грабовський // Грабовський В. Творення легенди: краєзн. нотатки / Валентин Грабовський. — Вид. 2-е, випр. і допов. — Житомир: Полісся, 2008. — С. 100—103. — ISBN 978-966-655-357-0.
- Грабовський В. Співець Полісся: [спогади про Михайла Клименка] / Валентин Грабовський // Грабовський В. Творення легенди: краєзн. нотатки / Валентин Грабовський. — Вид. 2-е, випр. і допов. — Житомир: Полісся, 2008. — С. 95-97. — ISBN 978-966-655-357-0.
- Грабовський В. Той, хто розбудив шестидесятників: [спогади про Михайла Клименка] / Валентин Грабовський // Грабовський В. Творення легенди: краєзн. нотатки / Валентин Грабовський. — Вид. 2-е, випр. і допов. — Житомир: Полісся, 2008. — С. 103—105. — ISBN 978-966-655-357-0.
- Дерев'янко Ф. Світанню вірний усе життя: нові книги / Ф. Дерев'янко // Житомирщина. — 1991. — 11 жовт.
- Лицар синіх очей весни: до 80-річчя Михайла Клименка: спогади, фотосвітлини, поезії / авт.-упоряд. М. Пасічник. — Житомир: ПП Пасічник, 2006. — 307 с. — ISBN 966-2936-02-5
- Мисько В. Незабутні зустрічі: до 80-річчя Михайла Клименка / Валентин Мисько // Житомирський телеграф. — 2006. — 16 серп. (№ 32).
- Михайло Данилович Клименко (1926—1998): [про життя та творчість: вірші] // Письменники Житомирщини. Кн. 1 / [авт.-упоряд. М. Пасічник, П. Білоус, Л. Монастирецький]. — Житомир: Пасічник М. П., 2010. — С. 334—340. — ISBN 978-966-2936-48-3.
- Павличко Д. Яблуневе натхнення / Дмитро Павличко // Павличко Д. Літературознавство. Критика: [у 2 т.] / Дмитро Павличко. — Київ: Основи, 2007. — Т.1: Українська література. — С. 394—397. — ISBN 978-966-500-283-3.
- Садівник : 80 років від народження Михайла Клименка // Житомирщина. — 2006. — С. 6.
- Світлояр Гр. Лицар поетичного слова: відзначено 80-річчя з дня народження Михайла Клименка / Григорій Світлояр // Житомирщина. — 2006. — 2 груд. — С. 8.
- Сидоренко М. Запалю свічу: спогад-нарис / Марія Сидоренко // Місто. — 2002. — 5 груд. (№ 49). — С. 11 ; 12 груд. (№ 50). — С. 10.
- Шинкарук В. Ф. Прожив з весною… : (творчий портрет М. Д. Клименка) / В. Ф. Шинкарук, Н. І. Колесник // Поліський дивосвіт: література рідного краю: Житомирщина: посіб.-хрестоматія в 2 ч. Ч. І: критичний огляд / за ред. С. О. Пультера. — Житомир: Полісся, 2000. — Розд. Х. — С. 425—428. — ISBN 966-7057-90-9.
- Явір М. Фундатори премій — меценат і родина письменника / М. Явір // Житомирщина. — 2009. — 12 листоп. (№ 122—123). — С. 8.
- Яценко В. Перша зустріч із журналістами / Володимир Яценко // Житомирщина. — 2009. — 5 берез. (№ 25). — С. 4.